# Cathédrale de Narni
La cathédrale de Narni est une église catholique romaine de Narni, en Italie. Il s'agit d'une cocathédrale du diocèse de Terni-Narni-Amelia.

## Peintures
Francesco Trevisani réalisa les peintures pour la chapelle de la bienheureuse Lucie de Narni en 1712-1715.